# Arturo Rial
Arturo Rial (Buenos Aires, 1909-1981) était un militaire argentin. Appartenant à la marine, où il détenait le grade de contre-amiral, il eut une part active au coup d’État de septembre 1955, qui renversa Perón et fut le prélude à la dénommée Révolution libératrice. Sous la présidence d’Arturo Frondizi, après que la dictature militaire eut restitué le pouvoir aux civils en 1958, il fut mis à la retraite en raison de son aversion pour le gouvernement constitutionnel, et sera même détenu en 1959. Il fut l’un des principaux conspirateurs de la révolte de la marine argentine de 1963 ; inculpé, il bénéficiera d’une amnistie générale quelques mois plus tard.

## Rôle dans le putsch de septembre 1955
Rial, alors capitaine de vaisseau, participa aux préparatifs du coup d’État de septembre 1955, en coordination avec une faction de l’armée de terre dirigée par Pedro Eugenio Aramburu. Le 16 septembre, date convenue du coup d’État, il se mit en rébellion dans sa base navale de Puerto Belgrano, et contribua à faire aboutir le putsch en réussissant (grâce à l’appui aérien de pilotes ralliés aux rebelles) à neutraliser un régiment d’infanterie resté loyal à Perón et envoyé attaquer sa base. Il s’efforça d’autre part d’obtenir que les unités de la Flotte de mer ainsi que la base de Río Santiago près de La Plata, viennent renforcer le soulèvement, mais en vain. Après la victoire du coup d’État, il prononça, à l’adresse des travailleurs municipaux de Buenos Aires, ces paroles devenues emblématiques : 

« Sachez que la Révolution libératrice s’est faite afin que dans ce pays béni le fils du balayeur meure balayeur. »

Ultérieurement, le nouveau pouvoir militaire le nomma sous-secrétaire à la Marine, mais il démissionna à la suite de désaccords avec la politique menée par Aramburu.